# 弗朗齐歇克·赫鲁宾
弗朗齐歇克·赫鲁宾（捷克語：František Hrubín，1910年9月17日—1971年3月1日），是捷克斯洛伐克的作家、诗人、编剧、剧作家，还曾翻译大量儿童文学。